# Miguel Tanfelix
Miguel Torrejos Tanfelix (* 21. September 1998 in Dasmariñas, Cavite, Philippinen) ist ein philippinischer Schauspieler.

## Filmografie (Auswahl)
- 2004: Mulawin (TV-Serie)
- 2005: Hari ng Sablay: Isang Tama, Sampung Mali
- 2005: Mulawin: The Movie
- 2006: I Will Always Love You
- 2006: Majika (TV-Serie)
- 2006: Now and Forever (TV-Serie)
- 2007: Fantastic Man (TV-Serie)
- 2007: Pati Ba Pintig ng Puso (TV-Serie)
- 2007: La Vendetta (TV-Serie)
- 2007: Mga Kuwento ni Lola Basyang (TV-Serie)
- 2009: Tinik sa Dibdib (TV-Serie)
- 2009: Ikaw Sana (TV-Serie)
- 2010: Langit sa Piling Mo (TV-Serie)
- 2011: Nita Negrita (TV-Serie)
- 2011: Sinner or Saint (TV-Serie)
- 2011: Futbolilits (TV-Serie)
- 2012: Biritera (TV-Serie)
- 2012: Makapiling Kang Muli (TV-Serie)
- 2012: Aso ni San Roque (TV-Serie)
- 2012: Paroa: Ang Kuwento ni Mariposa (TV-Serie)
- 2012: Tahanan
- 2013: Love & Lies (TV-Serie)
- 2013–2015: Magpakailanman (TV-Serie)
- 2014: Niño (TV-Serie)
- 2014: Seasons of Love (TV Mini-Series)
- 2015: Dangwa (TV-Serie)
- 2015: Once Upon a Kiss (TV-Serie)
- 2015: Beautiful Strangers (TV-Serie)
- 2016: Wish I May (TV-Serie)